# 樹子腳 (雲林縣莿桐鄉)
樹子腳，原寫為樹仔腳，是台灣雲林縣莿桐鄉的一個傳統地域名稱，位於該鄉中部偏西地帶。相較於今日行政區，其範圍大致包括饒平村東南半部不含東南端凸出部分、興貴村西大半部、興桐村東部、埔子村西北大半部、莿桐村東部中段。

## 歷史
台灣清治末期至日治初期，樹子腳地區為一街庄，稱為「樹仔腳庄」，隸屬於溪洲堡。該庄北隔濁水溪與潮洋厝庄為界，東與蔴園庄為鄰，南邊為大埔尾庄，西邊為莿桐巷庄、番仔庄。
1901年（日治明治三十四年）11月，全台廢縣廳改設二十廳，該庄隸屬於斗六廳。1903年（明治三十六年）6月，該庄編入「樹仔腳區」，隸屬於斗六廳。1909年（明治四十二年）10月，合併二十廳為十二廳，樹仔腳區改隸屬於嘉義廳。1920年（大正九年），全台地方制度大改正，廢十二廳改設五州二廳，該庄改制並雅化為「樹子腳」大字，隸屬於臺南州斗六郡莿桐庄。
戰後莿桐庄改制為莿桐鄉，隸屬於臺南縣，大字亦改制為村。1950年10月，雲、嘉、南分治，莿桐鄉改隸屬雲林縣。

## 聚落
本地區發展較早的聚落有樹仔腳（饒平）、見貴（興中、庄子）、下蔴園（興南）、埔仔等，在日治期初期的官方地圖上已有記載。

## 交通
省道台1線（延平路）又稱「縱貫公路」，是台北至屏東楓港的傳統平面幹道，大致以西北—東南走向繞彎道轉北向南再轉北北東—南南西走向經過樹子腳地區西南部邊界外不遠處。由該道路向西北轉北北西可前往西螺、溪州、北斗、田尾等地，向南南西可前往虎尾東北部、斗南、斗南與大埤交界地帶、大林等地。
省道台1丁線是莿桐經斗六至斗南的幹道，大致以西南西—東北東走向轉西北微北—東南微南走向經過本地區西南端。由該道路向西南西可前往莿桐市區南側並止於省道台1線路口；向東南微南可前往大埔尾、竹圍子西端、保長廍東北部、海豐崙與斗六交界地帶、斗六市區、大潭與保長廍交界地帶、保長廍西南端、九老爺北端、新庄並止於其西部邊界地帶的省道台1線另一路口（斗南市區北郊）。
縣道154號是麥寮鄉六輕廠至林內鄉的道路，也是雲林縣最北側的橫貫縣道，大致以西北微西—東南微北由本地區西部邊界偏北側經縣道156號起點路口並入境後，轉南南東進入樹子腳（饒平）聚落蜿蜒而行，至縣道154乙線起點路口轉東南微東並出境。由該道路向西北微西可前往西螺、二崙中北部、崙背中北部、麥寮的六輕廠等地；向東南微東可前往麻園、湖子內西南端、新庄子、烏塗子、林內市區西側並止於省道台3線路口。
縣道154乙線是莿桐鄉饒平（樹子腳）至古坑鄉永光的道路，其北側端點（起點）位於本地區東部邊界地帶的縣道154號路口。由此向南微東沿本地區東部邊界而行，出境後可前往麻園西南端、大埔尾東部、竹圍子西南部、海豐崙西部、斗六市區、大潭東部、大崙東部、水碓、古坑市區、麻園（古坑鄉）並止於省道台3線路口。
縣道156號是麥寮鄉至莿桐鄉饒平的道路，也是雲林縣主要的橫貫道路之一，其東側端點（終點）位於本地區西部邊界北側的縣道154號路口。由此向西南微南沿本地區西部邊界而行，至莿桐北路二段路口轉西北西出境後，繞大彎轉西南微南再轉南再轉西繞過莿桐市區可前往西螺南部、二崙南部、崙背、麥寮等地。此路線之饒平端為清末至日治初期之縱貫道路線，與彰化縣鄉道101號（陸軍路）分別為濁水溪兩側古渡口。
鄉道雲47-1線是三汴頭至孩沙里的道路，其東側端點（終點）位於本地區西部邊界中央略偏北的縣道156號路口。由此向西出境後轉北北西可前往番地地區西北部邊界地帶的三汴頭聚落並止於鄉道雲47線路口。
鄉道雲50線是新莊（新庄子）至孩沙里的道路，其東側端點（終點）位於本地區西部邊界中央略偏南的縣道156號路口。由此向北北西出境後轉西北西再轉西南西可前往番子南端、莿桐地區西北部的新庄子聚落並止於省道台1線路口。
鄉道雲52線是埔仔至下麻園的道路，其西側端點（起點）位於本地區西部邊界南側的縣道156號舊線（和平路）路口。由此向東南東，至十字路口轉南南東，至十字路口轉東南東，至路口轉東北東，經下麻園聚落後出境不遠即止於縣道154乙線路口。
鄉道雲54線是西園至新興（溪埔）的道路，大致以南南東—北北西走向到達本地區南部邊界中央地帶，轉東北東沿邊界行一段路後，因邊界線南移而入境，續行一小段路後於本地區東部邊界南端出境。由該道路向南南東經兩個小彎道續行，至路底轉西南西，至社區活動中心旁路口轉南南東再順路轉南，過濁幹線第二放水路榮村橋後轉西經省道台1丁線路口可前往大埔尾西北部、惠來厝北部並止於其西部邊界北側的鄉道雲77線路口；向東北東經縣道154乙線路口可前往麻園南端、新庄子南部偏西的溪埔聚落並止於鄉道雲55線路口。

## 學校
- 饒平國小

## 產業
- 麻園工業區（西半部）